# Разъезд Васильевский
Разъе́зд Васи́льевский — посёлок в Белокалитвинском районе Ростовской области.
Входит в состав Коксовского сельского поселения.

## Население
| 1989 | 2002 | 2010 |
| ---- | ---- | ---- |
| 278  | ↗279 | ↘265 |

## Улицы
В посёлке имеются две улицы: Вокзальная и Северная.